# Baker (Louisiana)
Baker è un comune degli Stati Uniti d'America, situato nello Stato della Louisiana, in particolare nella parrocchia di East Baton Rouge.